# Södertälje SK
Södertälje SK (Södertälje Sportklubb) est une équipe de hockey sur glace de la ville Södertälje en Suède. L'équipe évolue dans la deuxième division suédoise, l'HockeyAllsvenskan.

## Historique
Le club omnisports est créé en 1902, la section bandy apparaît en 1907, suivie en 1925 d'une section hockey sur glace. Södertälje a remporté le titre de champion de Suède à sept reprises, la dernière fois en 1985. L'année suivante, Södertälje termine second de la coupe d'Europe derrière le CSKA Moscou.
Le club a participé au championnat de première division pendant 70 saisons, dont 20 saisons depuis la création de l'Elitserien en 1975 (1975–1978, 1980–1981, 1983–1992, 1996–1998, 2001–2006). De 1999 à 2001, l'équipe évolue en Allsvenskan puis remonte en élite. En 2007, le club remporte le second échelon national, et revient en Elitserien un an après l'avoir quittée.

## Palmarès
- Vainqueur de l'Elitserien : 1925, 1931, 1941, 1944, 1953, 1956, 1985.
- Vainqueur de l'Allsvenskan : 1983, 1999, 2001, 2007.